# Halte Sterksel
Sterksel (Ssl) is een voormalige stopplaats aan de spoorlijn Eindhoven - Weert. De stopplaats van Sterksel werd geopend op 1 november 1913 en gesloten op 15 mei 1938. Het haltegebouw uit 1912 is in 1965 gesloopt.